# Afgoiogfa
Afgoiogfa (лат. ) — род ос-бетилид из надсемейства Chrysidoidea (Bethylidae, Hymenoptera). 

## Распространение
Афротропика.

## Описание
Мелкие и среднего размера осы-бетилиды. Отличаются трёхзубым клипеусом, вытянутым проплевроном, отсутствием щёк и формулой щупиков (5,2) у самцов; самки с овальной удлинённой головой и заметными глазами, широкой метасомой (шире головы). Метанотум крупный, выше мезоскутума. Усики 12-члениковые. Оцеллии у самок отсутствуют, а их глаза и крылья редуцированы. Самцы крылатые; переднее крыло самцов с 3 замкнутыми ячейками (R, 1Cu, C). Предположительно паразитоиды насекомых. Род был впервые выделен в 1988 году, а его валидный статус подтверждён в ходе ревизии, проведённой позднее бразильскими энтомологами Magno S. Ramos и Celso O. Azevedo. Afgoiogfa близок к родам Parascleroderma и Foenobethylus (Pristocerinae) и первоначально был выделен в отдельное подсемейство Afgoiogfinae.